# The Sacred Flame
Pour plus de détails, voir Fiche technique et Distribution.
The Sacred Flame est un film américain réalisé par Archie Mayo, sorti en 1929. 
Deux ans plus tard une version en allemand a été tournée sous le titre Die heilige Flamme, réalisation de William Dieterle et Berthold Viertel.

## Synopsis
Maurice Taylor, ancien officier du Royal Flying Corps, vétéran de la Première Guerre mondiale, épouse Stella peu avant un accident d'avion qui le laisse handicapé. Lorsque son frère Colin arrive en Angleterre, elle se lie d'amitié avec lui. Déchirée entre son devoir envers son mari et son désir de commencer une nouvelle vie à l'étranger avec son frère, Stella est soupçonnée de meurtre lorsque son mari meurt...

## Fiche technique
- Titre : The Sacred Flame
- Réalisation : Archie Mayo
- Scénario : Harvey F. Thew et De Leon Anthony d'après la pièce de William Somerset Maugham
- Photographie : James Van Trees
- Pays de production : États-Unis
- Format : Noir et blanc
- Genre : drame
- Date de sortie : 1929

## Distribution
- Pauline Frederick : Mme. Taylor
- Conrad Nagel : Maurice Taylor
- William Courtenay : Major Laconda
- Lila Lee : Stella Taylor
- Walter Byron : Colin Taylor
- Dale Fuller : Wayland
- Alec B. Francis : Dr. Harvester